# Sinularia procera
Sinularia procera is een zachte koraalsoort uit de familie Alcyoniidae. De koraalsoort komt uit het geslacht Sinularia. Sinularia procera werd in 1977 voor het eerst wetenschappelijk beschreven door Verseveldt. 